# Rhagoletotrypeta xanthogastra
Rhagoletotrypeta xanthogastra är en tvåvingeart som beskrevs av Aczel 1951. Rhagoletotrypeta xanthogastra ingår i släktet Rhagoletotrypeta och familjen borrflugor. Inga underarter finns listade i Catalogue of Life.